# 未來預報晴空萬里！/Tiny Stars
《未來預報晴空萬里！/Tiny Stars》（日语：未来予報ハレルヤ！/Tiny Stars）是Liella!的單曲，2021年8月25日由Lantis發行。另外此單曲共分成兩種版本，分別對應動畫的「第1話」和「第3話」。

## 概要
本單曲為電視動畫《Love Live! Superstar!!》第1期的插入曲首作，其中《未來預報晴空萬里！》（未来予報ハレルヤ！）為動畫第1期第1話插曲，《Tiny Stars》則為動畫第1期第3話插曲，同時也是動畫劇情中澀谷香音和唐可可所組成的偶像團體「可香（クーカー）」所演唱的比賽歌曲。另外兩版光碟各自有兩首不同C/W單曲，分別為《GOING UP》和《1.2.3！》。
初回生産特典包括Liella!的首場演唱會《Love Live! Superstar!! Liella! First LoveLive! Tour ～Starlines～》群馬跟岡山公演的先行抽選申請劵（兩個版本都有）及夾克貼紙（兩個版本的貼紙圖案各不同）

## 收錄曲目
括號內的中文翻譯純僅供參考用，並非官方正式翻譯。
第1話光碟
CD
1.  （未來預報晴空萬里！）
  - 作詞：宮嶋淳子；作曲：EFFY；編曲：山下洋介；演唱：Liella!

2. Tiny Stars
  - 作詞：宮嶋淳子；作曲、編曲：秋浦智裕；演唱：澀谷香音（伊達小百合）、唐可可（Liyuu）

3. GOING UP
  - 作詞：宮嶋淳子；作曲、編曲：秋浦智裕；演唱：Liella!

4.  (Off Vocal)
5. Tiny Stars (Off Vocal)
6. GOING UP (Off Vocal)

第3話光碟
CD
1.  （未來預報晴空萬里！）
  - 作詞：宮嶋淳子；作曲：EFFY；編曲：山下洋介；演唱：Liella!

2. Tiny Stars
  - 作詞：宮嶋淳子；作曲、編曲：秋浦智裕；演唱：澀谷香音（伊達小百合）、唐可可（Liyuu）

3. 1.2.3！
  - 作詞：宮嶋淳子；作曲：丸山真由子；編曲：家原正樹；演唱：Liella!

4.  (Off Vocal)
5. Tiny Stars (Off Vocal)
6. 1.2.3！ (Off Vocal)